# Seven Springs (Karolina Północna)
Seven Springs – miasto w Stanach Zjednoczonych, w stanie Karolina Północna, w hrabstwie Wayne.